# Alsószenterzsébet
Alsószenterzsebét (vyslovováno [alšósenteržebét]) je malá vesnička v Maďarsku v župě Zala, spadající pod okres Lenti. Nachází se asi 15 km severozápadně od Lenti. V roce 2015 zde žilo 48 obyvatel. Během sčítání lidu z roku 2011 byli všichni obyvatelé maďarské národnosti.
Sousedními vesnicemi jsou Csesztreg, Felsőszenterzsébet, Kerkafalva a Kerkakutas.